# Ульрих, Артур
Артур Ульрих (нем. Artur Ullrich; род. 10 октября 1957, Архангельск) — бывший восточногерманский футболист.

## Биография
Начал играть в футбол за «Динамо-Хоэншёнхаузен», вступил в молодёжную академию «Динамо» в 1969 году. Профессионально играл за «Динамо» и «Ганзу» в чемпионате ГДР по футболу. Играл за сборную ГДР по футболу на позиции защитника с 1980 по 1983 год в 13 матчах. На Олимпийских играх 1980 года выступал в составе олимпийской сборной ГДР и завоевал со своей командой по футболу серебряную медаль в Москве. В том же году вместе со своими товарищами по команде был награжден бронзовым орденом «За заслуги перед Отечеством».